# Krásná hora (Benešovská pahorkatina)
Krásná hora je vrch v Benešovské pahorkatině. Na hustě zalesněném vrcholu se nalézají rozvaliny lovecké chaty neznámého stáří.